# El folclore de nuestra generación: prehistoria del estadio avanzado del capitalismo
El folklore de nuestra generación: Prehistoria del estudio avanzado del capitalismo. Cuento de Haruki Murakami, incluido en el libro Sauce ciego, mujer dormida y publicado en 1983. El título original de la novela en japonés es "Warerano jidaino furakami".

## Trama
El encuentro de dos antiguos  compañeros de secundaria en Italia, motiva que durante una cena se sincere uno de ellos, narrándole la historial oculta de la época en la que se conocieron. Este joven apasionado con la relación que mantiene con su novia se topa en ella con el convencionalismo, la resignación a las estructuras tradicionales y la traición de sus propios sentimientos.
El narrador de la historia se asemeja al propio autor de la obra y plasma la decepción de una época y un país en el que parecía que todo podía ser posible y se evidencia finalmente en una generación con personajes prisioneros de sentimientos y deseos escasamente correspondidos.